# جسيم في صندوق

جسيم في صندوق يتحرك بين حائطين (أحمر). عندما تقترب جدران الصندوق جدا تبدأ الظواهر الكمومية في الظهور. ويتخد الجسيم طاقات منفصلة محددة descret energy levels، تسمى مستويات طاقة.

جسيم في صندوق أو  بئر جهدي لا نهائي  في ميكانيكا الكم (بالإنجليزية:  particle in a box أو infinite potential well)‏ هي مسألة تصف جسيم يتحرك في حيز ضيق يحيطه حائط غير نفاذ. ويستخدم هذا النموذج لبيان الفرق بين الميكانيكا الكلاسيكية وميكانيكا الكم التي تنطبق على الأنظمة الكمومية. تنجح ميكانيكا الكم في وصف الأنظمة الكمومية، أي الأنظمة الصغيرة جدا في حجم الذرات والجسيمات الأولية حيث تبدأ الظواهر الكمومية في الظهور، في حين تفشل الميكانيكا التقليدية في وصفها حيث تنطبق الميكانيكا الكلاسيكية على الأجسام الكبيرة.
في الأنظمة التقليدية مثل كرة منحصرة في صندوق فيمكن للكرة التحرك داخل الصندوق بأي سرعة ويكون احتمال وجودها في أي نقطة داخل الصندوق متساوية. ولكن عندما يصغر الصندوق في حيز عدة نانومترات تصبح التآثيرات الكمومية مهمة وتملي نفسها على كيفية سلوك الجسيمات. ويبدأ الجسيم لاتخاذ مستويات طاقات موجبة معينه في الصندوق.
في نفس الوقت فإنه من المستحيل أن تكون طاقة الجسيم صفرا، بمعنى أن الجسيم لا يمكن أن يوجد في حالة سكون تام. وعلاوة على ذلك فإن الجسيم يمكنه التواجد في أماكن في الصندوق ولا يتواجد في نقط أخرى ويعتمد ذلك على مستوى طاقته (أو سرعته). أي تكون بعض المواضع داخل الصندوق لا يمكن أن يتواجد على متنها الجسيم و تسمى «عقد مكانية»spatial nodes.

## تكوين الصندوق وشروطه

يمثل الجهد اللانهائي حائط الصندوق، ويبلغ الجهد داخل الصندوق صفرا.

يتكون النظام من نموذج بئر أحادي الأبعاد ويوجد به جسيم حر الحركة، مثل جزيئ غاز محصور بين جهدين كبيرين يمكنه التحرك بينهما. وفي الشكل يمثل الجهدان الكبيران بحائطين، أحدهما على مسافة {\displaystyle x=0} من المحور السيني والآخر عند المسافة {\displaystyle x=L} والحائطان متوازيان.
ويمثل هذا التمثيل نموذج مبسط «صندوق جهدي».
ونفترض عدم وجود قوى داخل الصندوق تؤثر على الجسيم (مثل قوة الجاذبية أو مجال كهرومغناطيسي)، وأن عرض الصندوق {\displaystyle L}. وبما أن الجهد خارج الصندوق كبير لا نهائي فإنه ليس في استطاعة الجسيم مغادرة الصندوق. وبناء على ذلك سيتحرك الجسيم في الصندوق بسرعة منتظمة {\displaystyle v} وينعكس على الجدران بدون أن يفقد أي جزء من طاقتة. فإذا قمنا بتمثيل السرعة بمتجهة السرعة بحيث يكون قيمتها المطلقة ثابتة.

## دالة الحالة واحتمال وجود الجسيم

في صندوق جهدي تتخذ الموجات مقادير محددة فقط، بحيث يكون عرض الصندوق مساويا لعدد صحيح من نصف طول الموجة.

تصف فيزياء الكم الجسيم بدالة موجية بسيطة، ويترتب على ذلك أن الجسيم يتخذ داخل الصندوق أوضاعا بحيث يكون عرض الصندوق {\displaystyle L} مساويا لمضاعفات نصف طول موجتها حيث أن انعكاس الموجة على نفسها يتم على الجدارين مكونة موجة ساكنة. فإذا كانت
L ليست مساوية لعدد صحيح من نصف طول الموجة فإن الموجة تمحو نفسها وتتلاشى بسبب التداخل الهدام. وتلك هي إحدى نتائج ميكانيكا الكم، التي تصف حركة الجسيم داخل صندوق : الجسيم داخل صندوق يتخذ مستويات طاقة معينة فقط، تعتمد على عدد كم رئيسي {\displaystyle n}.
والخاصية الثانية الهامة لنظرية الكم تخص باحتمال وجود الجسيم في نقطة معينة في الصندوق. واحتمال وجود الجسيم في الصندوق يقدر ب 1، وخارج الصندوق صفر 0، حيث أن الجسيم لا يمكن أن يخرج من الصندوق. ومع ذلك فإن احتمال وجود الجسيم في مكان ما داخل الصندوق مختلفة، وتعتمد على حالة الجسيم (سرعته).
والأغرب من ذلك لنظرية الكم، أنه يوجد احتمال نفاذ الجسيم إلى خارج البئر الجهدي طبقا لظاهرة النفق الكمومي حيث يكون جهد البئر محدودا وليس نهائيا.
- هذا التبسيط يتناول حركة الإلكترون في جهد نواة الذرة حيث يعمل التآثر الكهرومغناطيسي طبقا لقانون كولوم على جذب الإلكترون السالب الشحنة ليدور في غلاف حول النواة الموجبة الشحنة، ويبقى مرتبط بها.

## طاقة الجسيم
نظرا لأن جسيم داخل صندوق جهدي لا بد وأن يتخد حالات محددة معتمدة على العدد الصحيح {\displaystyle n} فإنه يتخذ فقط كمات طاقة محددة منفصلة معتمدة على {\displaystyle n}. وينطبق ذلك أيضا في حالة أن يكون جهد الصندوق محدودا وليس لانهائيا، وتترتب عليه خواص خاصة بتركيب الذرة. وعلى أساس معالجة المسألة السابق فيمكن صياغة طاقة {\displaystyle E} الجسيم بالاعتماد على العدد {\displaystyle n} :
{\displaystyle E_{n}={\frac {h^{2}}{8mL^{2}}}n^{2}\qquad }  حيث {\displaystyle \quad n=1,2,3\ldots }
و
{\displaystyle h}  : ثابت بلانك
{\displaystyle m}  : كتلة الجسيم
{\displaystyle L}  : عرض الصندوق.
فإذا أثير الجسيم - مثلما يحدث للإلكترون عند إثارته في الذرة عن طريق امتصاصه لطاقة من الخارج - فإن الإلكترون يقفز من مستوى الطاقة الموجود فيه إلى مستوى طاقة أعلى، فيما يسمى قفزة كمومية. وعندما يقفز الإلكترون من مستوى طاقة عالي إلى مستوى طاقة منخفض فإنه يطلق الطاقة الزائدة في شكل فوتون.
يمكن استخلاص النتائج الآتية من المعادلة السابقة، والتي تصف خواص الجسيم المحصور في صندوق جهدي :
1. تتناسب طاقة الجسيم (الإلكترون) مع مربع عدد الكم الرئيسي ({\displaystyle E\sim n^{2}})
2. كلما زاد عرض الصندوق كلما انخفضت طاقة الجسيم ({\displaystyle E\sim L^{-2}})
3. كلما زاد عرض الصندوق كلما انخفض الفرق بين مستويين للطاقة متتابعين {\displaystyle E_{n}} و{\displaystyle E_{n+1}}.

وتنطبق تلك النتائج أيضا على آبار جهدية (صناديق جهدية) أخرى.

## معادلات شرودنجر تعطي طاقات منفصلة
يمكن كتابة معامل هاميلتون {\displaystyle H} لمسألة الطاقة الكلية لجسيم يتحرك في نظام أحادي المقاييس (الاتجاه {\displaystyle x} فقط) حيث يعتبر المعامل موضع الجسيم (بصرف النظر عن تغير الزمن) :
{\displaystyle H=-{\frac {\hbar ^{2}}{2m}}{\frac {\mathrm {d} ^{2}}{\mathrm {d} x^{2}}}+V(x)\ ,\quad V(x)={\begin{cases}0&(0\leq x\leq L)\\\infty &(x<0,\ x>L)\end{cases}}}
تعطي هذه المعادلة الطاقة الكلية لجسيم محجوز في صندوق جهدي له طاقة وضع تعتمد على (V(x وطاقة حركية تعتمد على كتلته وسرعته.
معادلة شرودنجر في حالة {\displaystyle V=0} مع تمثيل الجسيم بدالة موجية ({\displaystyle \Psi (x,t} تعتمد على المكان {\displaystyle x} والزمن {\displaystyle t} (اقرأ ازدواجية موجة-جسيم):
{\displaystyle \mathrm {i} \hbar {\frac {\partial }{\partial t}}\Psi (x,t)=H\Psi (x,t)}
نعوض عن الدالة الموجية للجسيم :
{\displaystyle \Psi (x,t)=\psi (x)\,\exp \left(-\mathrm {i} {\frac {E}{\hbar }}t\right)}
في معادلة شرودنجر مع اهمال الزمن (حالة سكون)، فنحصل على:
{\displaystyle H\,\psi (x)=E\,\psi (x)}
أي أن طاقة الجسيم الكلية تسوي طاقته الحركية حيث أن طاقة الوضع مساوية للصفر.
سنقوم في التالي بحل معادلة شرودنجر التي لا تعتمد على الزمن (حلول  القيم الذاتية  لمعامل هاميلتون ومسألة تفسير الطيف).

### الجسيم داخل الصندوق

طاقة جسيم في صندوق تتخذ قيما محددة منفصلة (كمومية) وتعتمد على العدد الموجي. الخط "المستمر" (رصاصي اللون) يصف حركة جسيم حر وليس محبوسا في صندوق.

تعادل معادلة شرودنجر الساكنة (تهمل الزمن) في الصندوق معادلة جسيم حر، وهي معادلة تفاضلية من الدرجة الثانية:
{\displaystyle -{\frac {\hbar ^{2}}{2m}}{\frac {\mathrm {d} ^{2}}{\mathrm {d} x^{2}}}\psi (x)=E\psi (x)\ ,\quad (0\leq x\leq L)}
وباختيار الدالة الموجية
{\displaystyle \psi (x)} داخل الصندوق، نحصل على:
{\displaystyle \,\psi (x)=A\sin(kx)+B\cos(kx)}
ويمكن كتابة هذه المعادلة بمساعدة الدوال الأسية المركبة :
({\displaystyle \psi (x=A\exp(\mathrm {i} kx)+B\exp(-\mathrm {i} kx)}.
وبالتعويض بهذا في معادلة شرودنجر واجراء التفاضل بالنسبة للمكان، يكون :
{\displaystyle {\tfrac {\mathrm {d} ^{2}}{\mathrm {d} x^{2}}}\psi (x)=-k^{2}\psi (x)}.
{\displaystyle -{\frac {\hbar ^{2}}{2m}}(-k^{2})\psi (x)=E\psi (x)}
بذلك نحصل على طاقة الجسيم {\displaystyle E} واعتمادها على العدد الموجي
{\displaystyle k}:
{\displaystyle E={\hbar ^{2}k^{2} \over 2m}}
العدد الموجي {\displaystyle k} هو عدد الأطوال الموجية في وحدة طول.

### خارج الصندوق، الحالة المستمرة
خارج الصندوق يجب أن تكون الدالة الموجية للجسيم مساوية للصفر حيث أن جهد الصندوق كبير لانهائي، أي أن:
{\displaystyle \,\psi (x)=0\ ,\quad (x<0,\ x>L)}
ونظرا لوجوب أن تكون الدالة الموجية مستمرة في كل مكان، فلا بد من اختيار شروط للدالة الموجية داخل الصندوق، وهو أن تكون مساوية للصفر عند الجدارين ( {\displaystyle \,\psi (x)} =0) :
{\displaystyle \psi (x=0)=0\quad } و {\displaystyle \quad \psi (x=L)=0}.

### الشرط الأول
تنتج من الشرط الأول الدالة الموجية داخل الصندوق :
{\displaystyle {\begin{matrix}\psi (x=0)&=&A\sin(k\cdot 0)+B\cos(k\cdot 0)\\&=&A\cdot 0+B\cdot 1\\&{\overset {!}{=}}&0\end{matrix}}}.
ولكي تكون المعادلة قابلة للحل فلا بد من وضع {\displaystyle B=0}، وبذلك نبسط الدالة الموجية إلى الصيغة:
{\displaystyle \,\psi (x)=A\sin(kx)}.

### الشرط الثاني
بواسطة الشرط الثاني نحصل على الدالة الموجية داخل الصندوق :
{\displaystyle \,\psi (x=L)=A\sin(kL)\,{\overset {!}{=}}\,0}.
ولكي يمكن حل تلك المعادلة فلا بد أن تكون {\displaystyle kL} عددا مضاعفا ل {\displaystyle \pi } (حيث أن الحل بوضع المطال {\displaystyle A=0} يعني عدم وجود الموجة على الإطلاق)، وبهذا يصبح:
{\displaystyle kL=n\pi \quad {\mbox{ , }}\quad n=1,2,3,...}
وبناء على ذلك فلا بد أن تتخذ قيمة العدد الموجي {\displaystyle k} قيم ذاتية منفصلة descrete values.
{\displaystyle k=k_{n}={\pi  \over L}n\ ,\quad n\in \mathbb {N} }
بمساعدة الشرط الثاني نحصل على أن تكون
{\displaystyle n\in \mathbb {Z} }
عددا صحيحا.
عندما تكون {\displaystyle n=0} تصبح الدالة الموجية {\displaystyle \psi (x)=A\sin(0\cdot x)=0} مساوية للصفر في كل مكان ولا يمكن توحيد الدالة، وعلى ذلك فيكون الحل {\displaystyle n=0} غير مسموح به.
وبالنسبة للقيم السالبة
{\displaystyle n^{\prime }=-n<0}
تكون الدالة الموجية للجسيم هي نفسها كما في حالة
{\displaystyle n} الموجبة ماعدا اختلافهما في الإشارة، أي أن :
{\displaystyle \psi (x)=A\sin(k_{n^{\prime }}x)=A\sin(-k_{n}x)=-A\sin(k_{n}x)}
ولا تؤدي الدوال الموجية ذات أعداد {\displaystyle -n} صحيحة سالبة إلى وجود مستويات للطاقة جديدة. لذلك نقتصر على الحلول التي تعطي {\displaystyle n\in \mathbb {N} }.
وكما رأينا فإن الطاقة {\displaystyle E} تعتمد على العدد الموجي {\displaystyle k}، وبالتعويض عنه نحصل على :
{\displaystyle E=E_{n}={\hbar ^{2}k_{n}^{2} \over 2m}={\hbar ^{2}\pi ^{2} \over 2mL^{2}}n^{2}={h^{2} \over 8mL^{2}}n^{2}\ ,\quad n\in \mathbb {N} }
ونظرا لأن {\displaystyle n} تتخذ أعدادا صحيحة فقط، فينطبق ذلك أيضا على الطاقة التي تتخذ هي الأخرى قيما محددة. أي أن طاقة الجسيم تكون كمومية، وبالتالي تكون مستويات الطاقة منفصلة.